# Leakey (Teksas)
Leakey je grad u američkoj saveznoj državi Teksas. Prema popisu stanovništva iz 2010. u njemu je živjelo 425 stanovnika.